# 레피도보트리스과
레피도보트리스과는 노박덩굴목에 속하는 속씨식물과의 하나이다. 단지 2개 종으로 구성되어 있다.
하위 종
- 레피도보트리스속 (Lepidobotrys)
  - Lepidobotrys staudtii
- Ruptiliocarpon
  - Ruptiliocarpon caracolito